# كارل لامبلي
كارل لامبلي (بالإنجليزية: Carl Lumbly)‏ هو ممثل أمريكي، ولد في 14 أغسطس 1951 بمنيابولس في الولايات المتحدة. بدأ مشواره المهني سنة 1977.

## أعمال

### أفلام
- (1979) الهروب من ألكتراز[5]
- (1998) دكتور فريز الشرير وباتمان
- (2000) رجال الشرف[6]

### مسلسلات
- إن سي آي إس
- إيلياس
- تشاك
- عقول إجرامية
- فرقة العدالة
- كولد كيس

## وصلات خارجية
- كارل لامبلي على موقع IMDb (الإنجليزية)
- كارل لامبلي على موقع أول موفي (الإنجليزية)
- كارل لامبلي على موقع قاعدة بيانات الأفلام السويدية (السويدية)
- كارل لامبلي على موقع إن إن دي بي (الإنجليزية)
- كارل لامبلي على موقع قاعدة بيانات الفيلم (الإنجليزية)
- كارل لامبلي على موقع كينوبويسك (الروسية)